# Biciklitolvajok
A Biciklitolvajok (eredeti cím: Ladri di biciclette) 1948-ban bemutatott fekete-fehér olasz filmdráma, Vittorio De Sica filmrendező és Cesare Zavattini forgatókönyvíró legelismertebb alkotása, a filmtörténet neorealista irányzatának műve.

## Cselekmény
|  | Alább a cselekmény részletei következnek! |

A film a második világháborút követő években, külvárosi munkáskörnyezetben játszódik. Főhőse, Ricci szerencsésen munkához jut: plakátragasztó lehet, ha van hozzá kerékpárja. Feleségével kiváltják a zálogházba adott kerékpárt, helyette beadják a család ágyneműjét. Hajnalban Ricci munkába áll, ám plakátragasztás közben kerékpárját ellopják. Ettől kezdve a cselekmény a biciklitolvajok felkutatása körül forog. A rendőrségen Riccit közönyösen fogadják, tőlük nem sokat várhat; a szakszervezettől sem kap többet biztató szavaknál. Másnap kisfiával a szemetesek segítségét kéri, majd autón folytatja a keresést. Végül az utcán utoléri a tolvajt, ám a fiatalember tagad, a tömeg pedig a pártjára áll. A gyerek menti meg a helyzetet, rendőrért szalad. Ricci mégsem tesz feljelentést, mert a fenyegető tömeggel szemben egyedül marad, és mert amúgy sincs bizonyíték. Hazaküldi fiát, majd a stadion elől maga is ellop egy biciklit. Azonnal rajtakapják, de a visszafutó kisfiára tekintettel elengedik. A síró gyerekkel elindul hazafelé.
|  | Itt a vége a cselekmény részletezésének! |

### Neorealizmus
A film De Sica, Zavattini és alkotótársaik egyik legismertebb alkotása. Benne sikerült leginkább megvalósítaniuk a neorealista filmről alkotott elképzeléseiket is. Filmjük nemcsak valószerű, hanem szinte magát a való életet emelik be a mozi világába. Amatőr főszereplőkkel és eredeti külvárosi helyszíneken forgattak. Az operatőr végig kerüli a sokkoló vagy túlzóan naturális megoldásokat, szokatlan nézőpontú beállításokat, a képek komponálásában is maximális hitelességre törekszik. Az epizódokban a háború utáni olasz valóság – korábbi játékfilmekből alig ismert – helyszínei, jelenetei tárulnak elénk: a munkaközvetítő iroda előtti sorok, a hajnali külvárosban munkába siető munkások, vízért sorban álló asszonyok, a bordélyház, az ingyenkonyha, a zálogházban a beadott ágyneműtől roskadozó polcok.
Azt hihetnénk, hogy a film rendkívül szegényes, fordulatokat nélkülöző cselekménye csupán ürügy a hiteles környezet bemutatására. Pedig éppen ebben a társadalmi valóságban válik Ricci magányos „küzdelme” valóban drámaivá, hiszen nemcsak egy tárgy, hanem egy alapvető munkaeszköz visszaszerzéséről, egy család fenntartásáról van szó, sőt Ricci emberi méltóságának megőrzéséről vagy sérüléséről is. Története nemcsak attól megható, hogy mélyen emberi, hanem attól is, hogy van ugyan miért küzdenie, de nincs kivel: se társai, se ellenségei nincsenek.
De Sica filmjeit gyakran illette elmarasztalás túlzott érzelmességükért, az árnyaltabb lélektani ábrázolás hiányáért, történeteit jó és rossz emberek szembenállására egyszerűsítő látásmódjáért.

## Főbb szereplők
- Lamberto Maggiorani (Antonio Ricci)
- Lianella Carell (Maria, a felesége)
- Enzo Staiola (Bruno, a fiuk)
- Vittorio Antonucci (a tolvaj)
- Gino Saltamerenda
- Giulio Chiari
- Elena Altieri
- Carlo Jachino
- Michele Sakara
- Sergio Leone (egy szeminarista)

## Díjak, jelölések
1950-ben tiszteletbeli Oscar-díjjal tüntették ki, 1958-ban felkerült a világ legjobb filmjeiként elismert Brüsszeli tizenkettő listájára.
- Oscar-díj (1950)
  - díj: Honorary Award (legjobb külföldi film)
  - jelölés: legjobb adaptált forgatókönyv – Cesare Zavattini
- BAFTA-díj (1950)
  - díj: legjobb film
- Golden Globe-díj (1950)
  - díj: legjobb külföldi film
- Kinema Junpo Award (1951)
  - díj: legjobb idegen nyelvű film
- Locarno-i Nemzetközi Filmfesztivál (1949)
  - díj: zsűri különdíja – Vittorio De Sica
- Bodil Awards (1951)
  - díj: legjobb európai film – Vittorio De Sica
- Cinema Writers Circle Awards (1951)
  - díj: legjobb külföldi film
- New York-i Film Kritikusok Körének Díja (1949)
  - díj: legjobb idegen nyelvű film
- National Board of Review (1949)
  - díj: legjobb rendező – Vittorio De Sica
  - díj: legjobb film
- Italian National Syndicate of Film Journalists (1949)
  - díj: Ezüst Szalag (legjobb film)
  - díj: Ezüst Szalag (legjobb rendező) – Vittorio De Sica
  - díj: Ezüst Szalag (legjobb forgatókönyv) – Cesare Zavattini, Vittorio De Sica, Suso Cecchi d'Amico, Oreste Biancoli, Adolfo Franci, Gerardo Guerrieri
  - díj: Ezüst Szalag (legjobb történet) – Cesare Zavattini
  - díj: Ezüst Szalag (legjobb operatőr) – Carlo Montuori
  - díj: Ezüst Szalag (legjobb filmzene) – Alessandro Cicognini